# 장유로
장유로(Jangyu-ro)는 경상남도 김해시 장유동와 부산광역시 강서구 봉림동을 잇는 도로이다.

## 주요 경유지
경상남도
- 김해시 (장유동 . 칠산서부동)

## 노선
| 이름                      | 접속 노선                  | 소재지 | 소재지     | 비고 |
| ------------------------- | -------------------------- | ------ | ---------- | ---- |
| (이름없음)                | 지방도 제1042호선 (서부로) | 김해시 | 장유동     |      |
| 부영7차삼거리             | 대청로                     | 김해시 | 장유동     |      |
| 부영3차삼거리             | 월산로                     | 김해시 | 장유동     |      |
| 부영2차사거리             | 월산로                     | 김해시 | 장유동     |      |
| 대동2단지사거리           | 대덕로 장유로222번길       | 김해시 | 장유동     |      |
| 코아상가사거리            | 능동로                     | 김해시 | 장유동     |      |
| 대동3단지아파트사거리     | 월산로                     | 김해시 | 장유동     |      |
| 장유면행정복지센터 사거리 | 국도 제58호선 (금관대로)   | 김해시 | 장유동     |      |
| 장유농협삼거리            | 장유로301번길              | 김해시 | 장유동     |      |
| 두계교                    |                            | 김해시 | 장유동     |      |
| 2호광장사거리             | 무계로                     | 김해시 | 장유동     |      |
| (이름없음)                | 칠산로                     | 김해시 | 장유동     |      |
| (교량명칭 미상)           |                            | 김해시 | 장유동     |      |
| (교량명칭 미상)           |                            | 김해시 | 장유동     |      |
| 응달 교차로               | 국도 제58호선 (웅장로)     | 김해시 | 장유동     |      |
| (교량명칭 미상)           |                            | 김해시 | 칠산서부동 |      |
| (교량 명칭 미상)          |                            | 김해시 | 칠산서부동 |      |
| 조만로와 직결             |                            |        |            |      |

## 주요 건물 및 시설
- SK에너지 신백양주유소 (경상남도 김해시 장유동 장유로 53)
- GS칼텍스 장유LPG 충전소 (경상남도 김해시 장유동 장유로 61)
- S-OIL 차주유소 (경상남도 김해시 장유동 장유로 71)
- 쌍용자동차 장유서비스 프라자 (경상남도 김해시 장유동 장유로 87)
- SK에너지 착한셀프주유소 (경상남도 김해시 장유동 장유로 117)
- 파리바게트 경남장유점 (경상남도 김해시 장유동 장유로 232)
- Tworld 하이원대리점 (경상남도 김해시 장유동 장유로 232)
- KT 장유빌딩 (경상남도 김해시 장유동 장유로 270)
- KB국민은행 장유지점 경상남도 김해시 장유동 장유로 270)
- 김해장유우체국 (경상남도 김해시 장유동 장유로 283)
- 농협 하나로마트 (경상남도 김해시 장유동 장유로 287)
- 이마트24 장유무계점 (경상남도 김해시 장유동 장유로 303)
- GS칼텍스 화생주유소 (경상남도 김해시 장유동 장유로 367)
- 현대자동차 장유대리점 (경상남도 김해시 장유동 장유로 396)
- 장유중학교 (경상남도 김해시 장유동 장유로 420)
- 타이어뱅크 장유신도시점 (경상남도 김해시 장유동 장유로 425)
- GS칼텍스 대양산업 대양장유주유소 (경상남도 김해시 장유동 장유로 440)
- 롯데프리미엄아울렛 김해점 (경상남도 김해시 장유동 장유로 469)